# Oroszpatak
Oroszpatak (szlovákul: Ruský Potok, ukránul: Ruszkij Potyik) község Szlovákiában, az Eperjesi kerület Szinnai járásában.

## Fekvése
Szinnától 29 km-re, északkeletre fekszik.

## Története
A falut a 16. században alapították a homonnai uradalom területén. Első írásos említése 1635-ből származik. Lakói mezőgazdasággal, erdei munkákkal foglalkoztak.
A 18. század végén Vályi András így ír róla: „Orosz Patak. Orosz falu Zemplén Vármegyében, földes Ura Ócsváry Uraság, lakosai leginkább ó hitűek, fekszik n. k. Ulics Krivához 1. n. ny., Topolyához 1 órányira, határja két nyomásbéli, leginkább zabot terem, középszerűen árpát, kölest, tatárkát, és krompélyt, földgye hegyes, vőlgyes, kősziklás, fejér sovány agyagos, kavicsal elegyes, erdője bikkes, nyirjes, és gyertyányos, legelővel bővelkedik, piatza Ungváron, és Homonnán van.”
Fényes Elek 1851-ben kiadott geográfiai szótárában így ír a faluról: „Patak (Orosz), orosz falu, Zemplén vmegyében, Szinna fil., 390 gör. kath., 9 zsidó lak., hegyes határral, 427 hold szántófölddel. F. u. Mokcsay. Ut. p. Szobráncz.”
Borovszky Samu monográfiasorozatának Zemplén vármegyét tárgyaló része szerint: „Oroszpatak, ruthén kisközség, 60 házzal és 381 gör. kath. vallású lakossal. Postája, távírója és vasúti állomása Nagyberezna. Újabb telepítés, mely azelőtt a sztropkói uradalomhoz tartozott. Birtokosai a XVIII. században a Dessewffyek és azután a Mokcsayak voltak, a mult század első felében ezekkel együtt a Riczkó család. Most Feledy Miksának van itt nagyobb birtoka és vadászkastélya, melyet Dessewffy Dénes építtetett. Görög katholikus temploma a mult század elején épült.”
1920 előtt Zemplén vármegye Szinnai járásához tartozott, majd az újonnan létrehozott csehszlovák államhoz csatolták. 1939 és 1945 között ismét Magyarország része.

## Népessége
| Év:            | 1994. | 2004.    | 2014.    | 2024.    |
| -------------- | ----- | -------- | -------- | -------- |
| Emberek száma: | 191   | 152      | 135      | 111      |
| Eltérés:       |       | -20,41 % | -11,18 % | -17,77 % |

| Év:            | 2023. | 2024.   |
| -------------- | ----- | ------- |
| Emberek száma: | 113   | 111     |
| Eltérés:       |       | -1,76 % |

1910-ben 428, túlnyomórészt ruszin anyanyelvű lakosa volt.
2001-ben 161 lakosából 113 szlovák, 39 ukrán és 9 ruszin volt.
2011-ben 134 lakosából 69 ruszin és 62 szlovák volt.

## Nevezetességei
- A falu keleti részén emelkedő Mihály arkangyal tiszteletére szentelt, görögkatolikus templom 1740-ben épült. Egykor két kapuval ellátott védőfal is övezte. 1956-ban különálló fa harangtornyot építettek hozzá. Ikonosztáza 18. századi, liturgikus könyveit a 17. század első felében Lvivben és más ukrán városokban nyomtatták.